# 有田優理香
有田 優理香（ありた ゆりか、1991年6月24日 - ）は、広島テレビ（HTV）のアナウンサー。新潟県新潟市出身。

## 来歴
新潟県立新潟高等学校、青山学院大学を卒業、2014年4月に広島テレビに入社。2015年1月4日から『進め!スポーツ元気丸』のMCを務める。2018年4月からZIP!ファミリー広島。

## 人物
水泳経験者であり、1歳から15歳までプールで泳いでいた。10歳からは競泳コースで、学校終わりはプールに直行という日々だった。
広テレ落語会を同僚アナウンサー森拓磨とともに設立し定期的に落語を行っている。
フリーアナウンサーの馬場ももこ（元テレビ金沢）は、同じ新潟出身の同い年で友人である。
資格：中学高校の教員免許(英語)、空手道2段。
「てっぺい」と名付けたペキニーズを飼っている愛犬家である。

## 出演

### テレビ
- テレビ派 「街かど中継」（街かど伝言板、街かど脳トレ）をエキキタ（広島駅北口）から生中継リポーター
  - MC馬場のぶえが休みの時に代打MCを務めることがある
  - 沿線遺産（2018年4月 - 2019年3月） - ナレーション
  - テレビ派スポーツ
- スポーツ中継

第101回全国高校サッカー選手権広島県大会準決勝のライブ配信実況
同局で女性アナウンサーがサッカー実況をするのは初めて。
- あなたと広テレ
- GO!GO!エンタ! - ナビゲーター
- ZIP!（2018年4月 - 、日本テレビ） ZIP!ファミリー広島
- ZIP!エキキタ（2018年4月8日 - 、広島テレビ）MC　月1回放送
- 広島県議会中継 予算特別委員会 - 実況
- 広テレ!News

過去の出演
- 広テレ鯉来い優勝プロジェクト～カープ女子も待てない！23年ぶりのコイ旋風（2014年7月19日）
- 進め!スポーツ元気丸（2015年1月4日 - 2020年3月）MC
- テレビ派ランチ（2015年1月8日 - 2015年9月25日）MC
- 週刊ひろしマスター（2015年4月7日 - ） ナレーション
- ZIP! ナツナビ in 広島（2017年8月18日） ナツナビゲーター[8]
- 新春恒例!カープ選手会ゴルフ（2015〜2017年1月3日） 進行
- 全国好きな嫌いなアナウンサー大賞2017（2017年5月12日、日本テレビ）
- 2018 新春恒例!カープ選手会ゴルフ（2018年1月2日） 進行
- 太田上田～広島で放送開始編（中京テレビ：2018年3月20日、広島テレビ：2018年4月15日） 広島テレビマスコットのピッピを連れて出演
- ひろおく便り（2018年 - 3月29日第250回）リポーター
- Dearボス 〜トップの秘密のぞき見バラエティ〜（2018年4月15日 - 9月） ナレーション
- 全国好きな嫌いなアナウンサー大賞2018（2018年6月1日、日本テレビ）
- MEGA EGG presents メガ流忍者龍蔵（2018年4月20日 - 9月） ナレーション
- news every.広島（2018年12月24日 - 28日）MC
- OBvs現役プロ野球好珍バトル 2019春（2019年3月15日、日本テレビ）
- 2020新春恒例! カープ選手会ゴルフ（2020年1月3日、広島テレビ）進行
- WATCH〜真相に迫る〜「幻の怪物 ヒバゴン 〜目撃50年 あの町は今〜」（2010年10月3日）ナレーション
- オードリーさん、ぜひ会ってほしい人がいるんです。(中京テレビ 2020年12月11日・12月18日)
- ヒルナンデス　知名度ギャップ名産品　2021年2月10日

### 雑誌
- 週刊ポスト 2018年5月4日・11日合併号（2018年4月23日発売、小学館）- 地方局美人アナとゆく ご当地駅弁のGW鉄道旅
広島駅「夫婦あなごめし」（製造：広島駅弁当）とJR西日本「瀬戸内マリンビュー」（広島駅～呉線～三原駅）を紹介した[4]。